# Saint-Agnin-sur-Bion
Saint-Agnin-sur-Bion là một xã của tỉnh Isère, thuộc vùng Rhône-Alpes, đông nam nước Pháp.